# Colegiata de Santa María de las Nieves

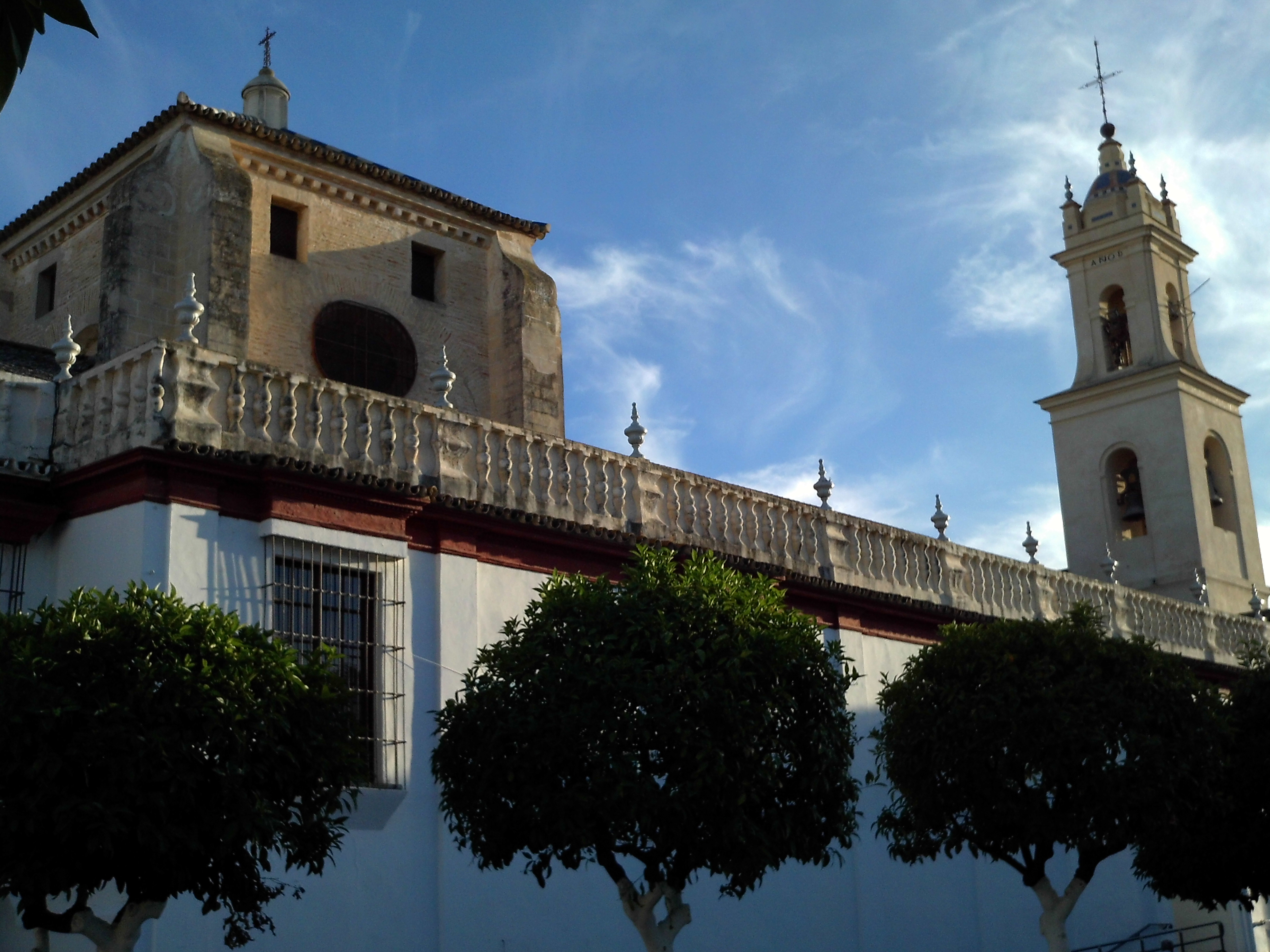
Fachada lateral de la colegiata.

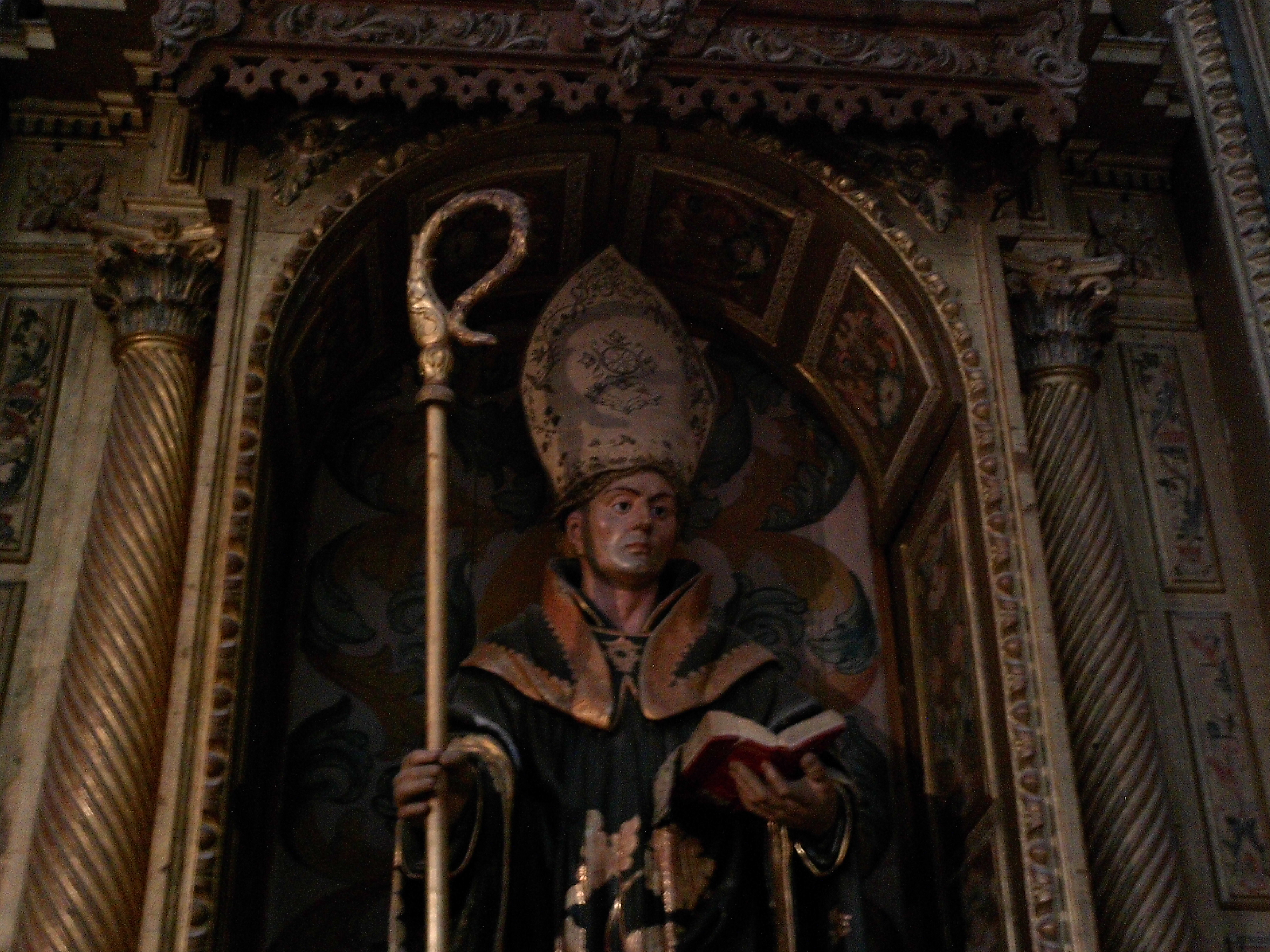
San Benito de Nursia, en su retablo.

La colegiata de Santa María de las Nieves es un templo católico edificado en el siglo XVII. Se encuentra en el municipio de Olivares, provincia de Sevilla, Andalucía, España.

## Historia del edificio
Pedro Pérez de Guzmán y Zúñiga, I conde de Olivares, fue alcaide del Real Alcázar de Sevilla desde 1552. En 1569 el cargo fue heredado por su hijo, Enrique de Guzmán y Ribera, II conde de Olivares. En 1590 el papa autorizó la creación de una capilla en Olivares. Esta estaría dotada de doce capellanes y de un capellán mayor. El primer capellán mayor fue Jerónimo de Beltrán, que también era capellán del Alcázar. El pintor Juan de Roelas fue capellán mayor entre 1603 y 1606.
El papa Gregorio XIII dio su autorización papal para la creación de una capilla en Olivares en 1590, pero no empezó a construirse hasta comienzos del siglo XVII. En 1606, el II conde de Olivares dejó dispuesto en su testamento los fondos para construirla, entre los que están los ingresos del Monte Fideicomiso que había fundado en Olivares en 1604. En 1606 ya se encontraba trazada la planta de la iglesia y el II conde de Olivares le pidió al capellán mayor, Jerónimo de Beltrán, que supervisara las obras.
No obstante, las obras estuvieron paralizadas durante unos veinte años, hasta que fueron continuadas por Gaspar de Guzmán, el conde-duque de Olivares, que fue valido de Felipe IV. A esto ayudó que el conde-duque hubiera heredado de su padre el título de alcaide del Real Alcázar de Sevilla, ya que a partir de entonces contaría con la colaboración de los artesanos y arquitectos de ese palacio real para su obra de Olivares. El primero de estos colabores fue el arquitecto Vermondo Resta, que fue maestro mayor del Alcázar desde 1603. La labor de Vermondo Resta en la construcción de este templo no se sabe con certeza, aunque probablemente se dedicó a trazar la planta y a elaborar el presupuesto de la construcción.
En 1661 el abad encargó la realización de la torre a Francisco López Florín, que no la llegó a terminar. La torre fue concluida en 1689. En 1750 fue reformada.
En 1650 Luis de Haro, IV conde de Olivares, nombró a Sebastián de Ruesta como maestro mayor del Alcázar y del condado de Olivares. Aunque durante los 20 años que fue conde Luis de Haro las obras de la colegiata no avanzaron, antes de morir dejó dispuesto que Ruesta se encargase de reconstruirla. Aunque la colegiata ya había sido construida años antes, había sufrido numerosas reformas y no había quedado a gusto del conde ni del abad. Ruesta llegó por primera vez a la colegiata en 1662 para la realización del túmulo funerario de Luis de Haro.
Sebastián de Ruesta proyectó un templo de cruz latina, con tres naves y capillas laterales. La nave central estaría serpada de las laterales con columnas pareadas que sostendrían arcos de medio punto. En 1667 Ruesta compró a los carmelitas descalzos 20 columnas de mármol blanco que estaban en el convento de Nuestra Señora de los Remedios, en Sevilla. Ruesta falleció en 1669.
La cúpula del crucero, la capilla sacramental y el trascoro no corresponden al proyecto de Ruesta. La cúpula fue reconstruida en 1713 para elaborar la actual, más esbelta. Los vidrios de las ventanas de la cúpula fueron realizados por José del Pino y Francisco Ruiz de la Plaza. La capilla sacramental fue realizada en 1694 y el tracoro, obra de José de Escobar, fue realizado entre 1703 y 1706. En los laterales del tejado hay una balaustrada con pináculos cerámicos.
En 1779 el maestro de obras Pedro Muñoz Moreno integró las seis capillas de la nave del evangelio dicha nave. Posteriormente se agrandó la contaduría y, en 1783, se reconstruyó el arco que une la iglesia con el edificio del pósito.

## Interior
El retablo mayor, al fondo, es de 1690 y fue realizado por José Guisado, José Escobar y Matías de Brunenque. Fue dorado en el 1700 por Miguel Parrilla con sus hijos, Pedro y Manuel. En el centro está la Virgen de las Nieves, realizada por María Roldán en 1697, con una corona de plata realizada por Ignacio de Córdoba en el siglo XVIII.
A la izquierda del presbiterio está la capilla de la Virgen del Álamo, probablemente del siglo XIV. El retablo fue realizado por Manuel García de Santiago en 1750. A ambos lados hay una imagen de santa Bárbara y otra de santa Rosa, también del siglo XVIII. Abajo hay un busto de un Ecce Homo atribuido a la Roldana.
En la nave izquierda está la capilla de las Reliquias. Tiene varias decenas de relicarios donados por los condes de Olivares a finales del siglo XVI. El arco de la capilla es de 1590 pero la reja que la cierra fue realizada por Luis Noguera en 1633.
También alberga las figuras titulares de la Hermandad de la Soledad del pueblo, que son el Jesús Nazareno (catalogada como obra de un autor granadino del siglo XVII), la Virgen de los Dolores en su Soledad (de hacia 1730 y atribuida a José Montes de Oca) y el Cristo Yacente (anónimo, fechado a comienzos del siglo XV).

## Colegiata
Las obra avanzaron muy lentamente. El 1 de marzo de 1623 una bula papal de Urbano VII le dio el rango de colegiata. El encargado de la colegiata pasó a ser un abad mayor mitrado, que tenía autoridad canónica en Olivares, Heliche, Albaida del Aljarafe, Sanlúcar la Mayor, Castilleja de Guzmán y parte de Castilleja de la Cuesta. También contaba con un cabildo con cuatro altos cargos (arcediano, chantre, tesorero y maestrescuela), ocho canónigos, doce capellanes y otros clérigos. También se le dio un sello propio (con una escena de la Natividad) y un escudo heráldico. Se agregó canónicamente a la basílica de Santa María la Mayor de Roma. Sus estatutos fueron redactados por el conde-duque y aprobados por la Santa Sede.
Como los condes de Olivares heredaron el cargo de alcaides del Alcázar (salvo un paréntesis entre 1718 y 1753), los abades vivían en el Alcázar de Sevilla, aunque también tenían una vivienda en la colegiata. El conde-duque exigía que el clérigo escogido como abad fuese doctor en Teología. Los abades fueron los siguientes:
- Francisco Fernández Beltrán (1624-1633).[18]
- Francisco de la Calle (1633-1650), que fue capellán de Felipe IV y cardenal de Santiago de Compostela.[19]
- Juan Bautista Navarro (1651-1679), que fue secretario real y presidente del Consejo de Castilla.[19]
- Francisco Rico Villarroel (tras tres años de sede vacante, de 1682-1812).[19]
- Luis Francisco Sánchez Duro de Velasco (1715-1740). Había sido canónigo en Osma.[19]
- Isidro Alfonso de Cabanillas (1741-1753). Se marchó para ser obispo de Zamora.[19]
- Agustín de Alvarado y Castillo (1754-1772).[19] Posteriormente fue nombrado obispo de Cartagena de Indias.[20]
- Antonio Puig y Durán (recibió el cargo en 1772, pero falleció meses después y no visitó la colegiata).[20]
- Bernardo Antonio Poblaciones Dávalos (1873-1817). Anteriormente había sido miembro del Consejo Real y obispo de la iglesia de San Martín de Buenos Aires.[20]
- José María Mariscal y Rivero (1818-1836). Había sido chantre en la catedral de Játiva.[21]
- Vicente Román Gómez y Herreros (recibió el cargo en 1836, aunque no llegó a ocupar el cargo porque falleció meses después).[21]

Posteriormente, la iglesia colegial dejó de tener abades para pasar a tener capitulares que actuaban como gobernadores eclesiásticos. El último de ellos fue Pedro Berenguer. Esta iglesia dejó de ser colegiata en 1852.
Pío IX, el 14 de julio de 1873, dictó la bula Quae diversa para la incorporación de todas las jurisdicciones eclesiásticas a las autoridades eclesiales de cada región. En virtud de esta, en febrero de 1874 dicho templo pasó a ser una iglesia dentro de la jurisdicción del Arzobispado de Sevilla.